# Вустровер-Думме
Вустровер-Думме (нем. Wustrower Dumme, также просто Думме) — река в Германии, протекает по землям Нижняя Саксония и Саксония-Анхальт. Длина реки — 32,48 км, площадь водосборного бассейна — 274,91 км².
Течёт преимущественно в северо-восточном направлении, на значительной части своей длины пролегая вдоль границы двух федеральных земель. Впадает в Йецель с левой стороны на территории города Вустров, на высоте около 17 метров над уровнем моря. Именованными притоками Вустровер-Думме являются Кёленер-Мюленбах (нем. Köhlener Mühlenbach), Кленцер-Бах (нем. Clenzer Bach), Гренцграбен (нем. Grenzgraben), Нёрдлихер-Мюленбах (нем. Nördlicher Mühlenbach), Альте-Думме (нем. Alte Dumme), Харпер-Мюленбах (нем. Harper Mühlenbach) и Вартбеке (нем. Wartbeke).